# Nacaduba helicon
Nacaduba helicon là một loài bướm ngày thuộc họ Bướm xanh, được tìm thấy ở Nam Á.